# Robinson 2001
Robinson: La Gran Aventura 2001 fue la primera temporada de la versión venezolana del programa sueco Expedición Robinson y que salió al aire el año 2001. Esta temporada tuvo lugar en una isla en Bocas del Toro, Panamá. Durante la parte del juego, los equipos demostraron ser igual de fuertes. Cuando llegó el momento de fusionarse, una vuelta de tuerca fue añadido al juego. Este giro permitiría a la persona que tenía inmunidad en cualquier consejo determinado tribal para romper los votos de unión. En el primer mensaje de mezcla consejo tribal tanto el exequipo del Norte y exmiembros del equipo del Sur se mantuvo leal a sus tribus originales que dieron lugar a un empate en las votaciones. Como Gabriel Pérez del equipo del Sur tenía inmunidad dio su voto para eliminar el exmiembro del equipo de Nelson Cuartas. Tras este primer consejo tribal, el equipo del Sur comenzó a escoger de los miembros restantes del equipo del Norte, uno por uno hasta que sólo quedaron seis participantes en el juego cuando dos de los miembros del equipo de ex-Sur, junto con los restantes miembros del equipo del norte votaron a favor de la líder del equipo de la Alianza del Sur Darío González, que finalmente llevó a su eliminación. Cuando llegó el momento de la final a cuatro de los concursantes participaron en dos retos con el fin de determinar quién haría los dos últimos. Gabriel Pérez ganó el primero de estos retos y avanzó a la final, mientras que Verónica Pinto fue eliminada por perder el reto. Antonio Tranchino ganó el segundo desafío y también avanzó a la final, mientras que Annalisse "Ana" Acosta perdió y se convirtió en el último miembro del jurado. Finalmente, fue Gabriel Pérez quien ganó esta temporada sobre Antonio Tranchino con un voto de 6-1 del jurado.

## Producción

### Por Venevisión
- Productor asesor

Vladimir Pérez
- Productor casting y productor operativo

Rock Diaz
- Escritora periodista

Carolina Hernández

## Participantes
| Participante                         | Tribu Original | Tribu Fusionada | Resultado final                 | Estadía |
| ------------------------------------ | -------------- | --------------- | ------------------------------- | ------- |
| Gabriel Pérez 25, Caracas            | Equipo Sur     | Robinson        | Gran Ganador de Robinson 2001   | 43 días |
| Antonio Tranchino 41, Caracas        | Equipo Norte   | Robinson        | 2.º Lugar de Robinson 2001      | 43 días |
| Annalisse “Ana” Acosta 23, Maracaibo | Equipo Sur     | Robinson        | 3.er Lugar de Robinson 2001     | 42 días |
| Verónica Pinto 25, Caracas           | Equipo Norte   | Robinson        | 13.ª Eliminada de Robinson 2001 | 39 días |
| María Eusebia Díaz 23, Bolívar       | Equipo Sur     | Robinson        | 12.ª Eliminada de Robinson 2001 | 36 días |
| Gabo Chacón 27, San Cristóbal        | Equipo Sur     | Robinson        | 11.º Eliminado de Robinson 2001 | 33 días |
| Darío González 36, Caracas           | Equipo Sur     | Robinson        | 10.º Eliminado de Robinson 2001 | 30 días |
| Gregory Urdaneta 29, Mérida          | Equipo Norte   | Robinson        | 9.º Eliminado de Robinson 2001  | 27 días |
| Lilian Tintori 22, Caracas           | Equipo Norte   | Robinson        | 8.ª Eliminada de Robinson 2001  | 24 días |
| Nelson Cuartas 29, Valencia          | Equipo Norte   | Robinson        | 7.º Eliminado de Robinson 2001  | 21 días |
| Edgar Cerezo 27, Caracas             | Equipo Sur     |                 | 6.º Eliminado de Robinson 2001  | 18 días |
| Sebastián Sortino 24, Caracas        | Equipo Norte   |                 | 5.º Eliminado de Robinson 2001  | 15 días |
| Lorraine Rivers 41, Caracas          | Equipo Norte   |                 | 4.º Eliminado de Robinson 2001  | 12 días |
| Wanda Villavicencio 40, Caracas      | Equipo Sur     |                 | 3.ª Eliminada de Robinson 2001  | 9 días  |
| Marty Zilio 35, Caracas              | Equipo Norte   |                 | 2.ª Eliminada de Robinson 2001  | 6 días  |
| Sorange Castillo 29, Margarita       | Equipo Sur     |                 | 1.ª Eliminada de Robinson 2001  | 3 días  |